# Воїн Азовсталі
Воїн Азовсталі ⁣— срібна пам'ятна монета держави Ніуе. Випущена у січні 2023.
Монета номіналом 5 доларів. Виконана зі срібла 999 проби.  Вага ⁣— дві унції (56,7 г). Загалом випущено 333 примірники монети, її ринкова вартість ⁣—  279,9 євро. 
За основу взято картину художника з Дніпра Максима Паленка «Маріуполь Азовсталь».